# Max Ophüls
Max Ophüls, nascido Maximillian Oppenheimer (Saarbrücken, 6 de maio de 1902 — Hamburgo, 26 de março de 1957) foi um cineasta alemão que dirigiu cerca de 30 filmes.

## Filmografia
| Ano  | Título                       | Título em português           | País           | Notas                         |
| ---- | ---------------------------- | ----------------------------- | -------------- | ----------------------------- |
| 1931 | Dann schon lieber Lebertran  | I'd Rather Have Cod Liver Oil | Alemanha       |                               |
| 1931 | Die verliebte Firma          | The Company's in Love         | Alemanha       | Curta-metragem                |
| 1932 | Die verkaufte Braut          | The Bartered Bride            | Alemanha       |                               |
| 1933 | Liebelei                     |                               | Alemanha       |                               |
| 1933 | Une histoire d'amour         | Love Story                    | França         |                               |
| 1933 | Lachende Erben               | Laughing Heirs                | Alemanha       |                               |
| 1933 | On a volé un homme           | Man Stolen                    | França         |                               |
| 1934 | La Signora Di Tutti          | Everybody's Woman             | Itália         |                               |
| 1935 | Divine                       |                               | França         |                               |
| 1936 | Komedie om geld              | The Trouble With Money        | Países Baixos  |                               |
| 1936 | Ave Maria                    |                               | França         | Documentário / Curta-metragem |
| 1936 | La tendre ennemie            | The Tender Enemy              | França         |                               |
| 1936 | Valse brillante de Chopin    |                               | França         | Documentário / Curta-metragem |
| 1937 | Yoshiwara                    |                               | França         |                               |
| 1938 | Werther                      |                               | França         |                               |
| 1939 | Sans lendemain               | Without Tomorrow              | França         |                               |
| 1940 | L'école des femmes           |                               | França         |                               |
| 1940 | De Mayerling à Sarajevo      | From Mayerling to Sarajevo    | França         |                               |
| 1946 | Vendetta                     |                               | Estados Unidos | Demitido antes das filmagens  |
| 1947 | The Exile                    |                               | Estados Unidos |                               |
| 1948 | Letter from an Unknown Woman |                               | Estados Unidos |                               |
| 1949 | Caught                       | Coração Prisioneiro           | Estados Unidos |                               |
| 1949 | The Reckless Moment          | Na Teia do Destino            | Estados Unidos |                               |
| 1950 | La Ronde                     | Roundabout                    | França         |                               |
| 1952 | Le Plaisir                   | O Prazer                      | França         | Indicado para o Academy Award |
| 1953 | Madame de...                 | Desejos Proibidos             | França         |                               |
| 1955 | Lola Montès                  | Lola Montés                   | França         | Eastmancolor film             |
| 1958 | Les Amants de Montparnasse   | The Lovers of Montparnasse    | França         | Faleceu durante as filmagens  |